# Coloni FC189
Chronologie des modèles (1989)
Coloni FC188B Coloni FC189B
La Coloni FC189, également connue sous la dénomination Coloni C3, est une monoplace de Formule 1 engagée par l'écurie italienne Coloni dans le cadre de la deuxième partie du championnat du monde de Formule 1 1989. Elle est pilotée par le Brésilien Roberto Moreno et le Français Pierre-Henri Raphanel, remplacé à partir du Grand Prix de Belgique par l'Italien Enrico Bertaggia. Elle est mue par un moteur V8 Ford-Cosworth DFR.

## Historique
La Coloni FC189 fait son apparition lors du Grand Prix du Canada, sixième manche du championnat du monde de Formule 1 1989. Elle se distingue de sa devancière, la Coloni FC188B, par sa livrée gris souris, blanc nacré, jaune et bleu. La transmission est assurée par une boîte de vitesses longitudinale à six rapports dont les arbres sont désaxés et font office d'entretoise et de réservoir d'huile moteur. Cette boîte basse et étroite permet aux demi-arbres de travailler de façon horizontale et les formes son carter inférieur permettent l'adoption d'un carénage plat. Néanmoins, la FC189 n'a effectué aucun test avant son premier engagement en Grand Prix et ne paraît donc pas plus performante que la FC188B.
Au Canada, Pierre-Henri Raphanel, dernier des préqualifications, n'est pas autorisé à prendre part au Grand Prix tandis que Roberto Moreno se qualifie en vingt-sixième et dernière position. En course, Moreno perd sa roue arrière-gauche et doit s'arrêter aux stands pour changer ses pneumatiques. Il repart avec quatre tours de retard sur le peloton et abandonne à cinq tours de l'arrivée à cause d'un problème de transmission,.
En France, Raphanel échoue en préqualifications à cause d'une panne de boîtier électronique, alors que son équipier réalise le trentième et dernier temps des qualifications, à neuf dixièmes de seconde d'Alex Caffi (Scuderia Italia), vingt-sixième et dernier qualifié pour la course.
En Grande-Bretagne, le Français manque à nouveau sa préqualification. De son côté, Roberto Moreno se qualifie en vingt-troisième position mais la rupture de sa boîte de vitesses le contraint à abandonner dès le troisième tour de course,,.
En marge du Grand Prix d'Allemagne, Christian Vanderpleyn, le directeur technique de Coloni, démissionne, arguant qu'il est impossible de travailler dans de bonnes conditions sans réaliser d'essais privés ni bénéficier de pièces de rechange pour la FC189 ; la petite écurie italienne, en grande difficultés financières, ne survit grâce aux fonds octroyés par la FOCA dirigée par Bernie Ecclestone. Peu après le Grand Prix de Hongrie, Michel Costa, l'adjoint de Vanderpleyn, quitte l'écurie, tout comme Pierre-Henri Raphanel, dont les commanditaires ne veulent plus aider financièrement Coloni.
Le second baquet, convoité par Julian Bailey, Mauro Baldi et Bruno Giacomelli, revient finalement à l'Italien Enrico Bertaggia qui rejoint Coloni à partir de l'épreuve belge. Il ne parvient jamais à se préqualifier au volant de la FC189.
En revanche, Moreno hisse sa Coloni au quinzième rang des qualifications du Grand Prix d'Italie. Le Brésilien utilise la voiture de Bertaggia lors de la journée du samedi, sa monoplace étant victime d'une panne électrique ; il s’accroche violemment avec l'Arrows A11 d'Eddie Cheever : sa FC189 s'envole et atterrit, très endommagée, sur ses quatre roues. Cette mésaventure le contraint à reprendre sa monoplace pour la course,. Lors de celle-ci, le moteur V8 Ford-Cosworth de sa monoplace coupe par intermittence, reléguant le Brésilien en queue de peloton ; il abandonne au douzième tour,.
Lors des trois dernières manches de la saison, ni Moreno, ni Bertaggia ne s'extirpent des préqualifications. Coloni se classe dix-huitième du championnat du monde des constructeurs, sans avoir marqué de point.

## Engagement hors-championnat du monde
Les 2 et 3 décembre 1989, la FC189 est engagée au Trofeo Indoor di Formula 1, une épreuve d'exhibition organisée en marge du Motor Show de Bologne, une exposition internationale reconnue par l'Organisation internationale des constructeurs automobiles qui se tient dans les salons de la foire de Bologne. Bien que l'épreuve soit baptisée indoor, la piste, d'une longueur de 1 299 mètres, est située à l'extérieur des locaux de l'exposition. Seules des écuries italiennes prennent part à la deuxième édition de cette « compétition-spectacle » qui leur permet de se présenter devant leur public national et est un moyen pour les directeurs d'écurie de nouer des contacts avec d'éventuels partenaires financiers pour compléter leur budget pour la saison à venir.
Coloni confie sa FC189 à son ancien pilote titulaire Pierre-Henri Raphanel. La Scuderia Minardi engage deux monoplaces M189 confiées à ses pilotes titulaires en championnat du monde, Pierluigi Martini et Luis Pérez-Sala,. Osella, qui s'est séparé de ses titulaires, confie deux FA1M à Enrico Bertaggia, qui pilotait cette saison pour Coloni et Andrea Chiesa, pilote en Formule 3000. Scuderia Italia engage, sur Dallara 189, son titulaire Andrea De Cesaris. Eurobrun, qui s'est séparée de ses deux pilotes à l'issue de la saison régulière, fait appel à Claudio Langes, qui n'a encore jamais piloté de monoplace de Formule 1 mais courait en Formule 3000.
Lors des essais libres, Raphanel ne réalise aucun temps, ayant endommagé sa suspension à la suite d'un tête-à-queue. La compétition comporte trois manches. Raphanel, opposé à Luis Pérez-Sala, s'incline dès le premier tour.

## Résultats en championnat du monde de Formule 1
| Saison | Écurie     | Moteur               | Pneus   | Pilotes               | Courses | Courses | Courses | Courses | Courses | Courses | Courses | Courses | Courses | Courses | Courses | Courses | Courses | Courses | Courses | Courses | Points inscrits | Classement |
| Saison | Écurie     | Moteur               | Pneus   | Pilotes               | 1       | 2       | 3       | 4       | 5       | 6       | 7       | 8       | 9       | 10      | 11      | 12      | 13      | 14      | 15      | 16      | Points inscrits | Classement |
| ------ | ---------- | -------------------- | ------- | --------------------- | ------- | ------- | ------- | ------- | ------- | ------- | ------- | ------- | ------- | ------- | ------- | ------- | ------- | ------- | ------- | ------- | --------------- | ---------- |
| 1989   | Coloni SpA | Ford-Cosworth V8 DFR | Pirelli |                       | BRÉ     | SMR     | MON     | MEX     | USA     | CAN     | FRA     | GBR     | ALL     | HON     | BEL     | ITA     | POR     | ESP     | JAP     | AUS     | 0*              | 18e        |
| 1989   | Coloni SpA | Ford-Cosworth V8 DFR | Pirelli | Roberto Moreno        |         |         |         |         |         | Abd     | Nq      | Abd     | Npq     | Npq     | Npq     | Npq     | Abd     | Npq     | Npq     | Npq     | 0*              | 18e        |
| 1989   | Coloni SpA | Ford-Cosworth V8 DFR | Pirelli | Pierre-Henri Raphanel |         |         |         |         |         | Npq     | Npq     | Npq     | Npq     | Npq     |         |         |         |         |         |         | 0*              | 18e        |
| 1989   | Coloni SpA | Ford-Cosworth V8 DFR | Pirelli | Enrico Bertaggia      |         |         |         |         |         |         |         |         |         |         | Npq     | Npq     | Npq     | Npq     | Npq     | Npq     | 0*              | 18e        |

Légende : ici 
- * Aucun point marqué avec la Coloni FC188B.

## Résultats duTrofeo Indoor di Formula 1
|  | Quarts de finale | Quarts de finale      | Quarts de finale  |                   |                  | Demi-finales      | Demi-finales | Demi-finales |  |                  | Finale          | Finale | Finale    | Finale |
|  |                  |                       |                   |                   |                  |                   |              |              |  |                  |                 |        |           |        |
|  | Scuderia Minardi | Luis Pérez-Sala       | vainqueur         |                   |                  |                   |              |              |  |                  |                 |        |           |        |
|  | Coloni           | Pierre-Henri Raphanel | éliminé           |                   |                  |                   |              |              |  |                  |                 |        |           |        |
|  | Coloni           | Pierre-Henri Raphanel | éliminé           |                   | Scuderia Italia  | Andrea De Cesaris | éliminé      |              |  |                  |                 |        |           |        |
|  |                  |                       |                   |                   | Scuderia Italia  | Andrea De Cesaris | éliminé      |              |  |                  |                 |        |           |        |
|  |                  | Scuderia Minardi      | Luis Pérez-Sala   | vainqueur         |                  |                   |              |              |  |                  |                 |        |           |        |
|  | Osella           | Scuderia Minardi      | Luis Pérez-Sala   | vainqueur         | Enrico Bertaggia | vainqueur         |              |              |  |                  |                 |        |           |        |
|  | Osella           |                       |                   |                   | Enrico Bertaggia | vainqueur         |              |              |  |                  |                 |        |           |        |
|  | Eurobrun Racing  | Claudio Langes        | éliminé           |                   |                  |                   |              |              |  |                  |                 |        |           |        |
|  | Eurobrun Racing  | Claudio Langes        | éliminé           |                   |                  |                   |              |              |  | Scuderia Minardi | Luis Pérez-Sala |        | vainqueur |        |
|  |                  |                       |                   |                   |                  |                   |              |              |  | Scuderia Minardi | Luis Pérez-Sala |        | vainqueur |        |
|  |                  | Scuderia Minardi      | Pierluigi Martini |                   | finaliste        |                   |              |              |  |                  |                 |        |           |        |
|  | Scuderia Minardi | Scuderia Minardi      | Pierluigi Martini | Pierluigi Martini | finaliste        | vainqueur         |              |              |  |                  |                 |        |           |        |
|  | Scuderia Minardi |                       |                   | Pierluigi Martini |                  | vainqueur         |              |              |  |                  |                 |        |           |        |
|  | Osella           | Andrea Chiesa         | éliminé           |                   |                  |                   |              |              |  |                  |                 |        |           |        |
|  | Osella           | Andrea Chiesa         | éliminé           |                   | Osella           | Enrico Bertaggia  | éliminé      |              |  |                  |                 |        |           |        |
|  |                  |                       |                   |                   | Osella           | Enrico Bertaggia  | éliminé      |              |  |                  |                 |        |           |        |
|  |                  |                       | Scuderia Minardi  | Pierluigi Martini | vainqueur        |                   |              |              |  |                  |                 |        |           |        |
|  |                  |                       |                   | Pierluigi Martini | vainqueur        |                   |              |              |  |                  |                 |        |           |        |
|  |                  |                       |                   |                   |                  |                   |              |              |  |                  |                 |        |           |        |
|  |                  |                       |                   |                   |                  |                   |              |              |  |                  |                 |        |           |        |